# Terville Florange Olympique Club 2014-2015
Questa voce raccoglie le informazioni riguardanti il Terville Florange Olympique Club nelle competizioni ufficiali della stagione 2014-2015.

## Organigramma societario
Area direttiva
- Presidente: Daniel Mroczkowski

Area tecnica
- Allenatore: Pompiliu Dascalu

## Rosa
| N° | Nome               | Ruolo | Data di nascita  | Nazionalità sportiva |
| -- | ------------------ | ----- | ---------------- | -------------------- |
| 1  | Mariam Sidibé      | C     | 17 maggio 1993   | Francia              |
| 2  | Tiphaine Sevin     | P     | 24 giugno 1993   | Francia              |
| 3  | Cécile De Wilde    | L     | 14 marzo 1990    | Belgio               |
| 6  | Eliisa Peit        | C     | 27 marzo 1991    | Estonia              |
| 7  | Natalja Bratuhhina | S     | 7 dicembre 1987  | Estonia              |
| 8  | Katherine Lange    | S     | 21 luglio 1992   | Stati Uniti          |
| 10 | Diane Picard       | P     | 11 agosto 1995   | Francia              |
| 11 | Matea Magdić       | S     | 16 novembre 1991 | Croazia              |
| 13 | Polina Pitou       | S     | 7 dicembre 1987  | Estonia              |
| 14 | Pavla Duspivová    | C     | 22 febbraio 1986 | Rep. Ceca            |